# 慧照寺 (札幌市)
慧照寺（えしょうじ）は、北海道札幌市南区澄川にある真宗大谷派の寺院である。

## 寺院周辺
- 紅桜公園
- 札幌市立澄川南小学校
- 札幌市営地下鉄南北線 自衛隊前駅
- 水源地通

## 交通アクセス
- 自衛隊前駅から2つ目の信号を左折、アンダーパスを右折して約200メートル先、水源地通りを左折。紅桜公園の下、パークゴルフ場となり。
- 自衛隊前駅下車、真駒内方面に精進川沿いの遊歩道をパークゴルフ場に突当るまで約15分ほど。